# 금잔화 (드라마)
《금잔화》는 1992년 3월 29일부터 1992년 8월 10일까지 방송된 SBS 드라마이며 당초 10시 55분 일요극장으로 출발했으나 1992년 5월 18일부터 9시 50분 월요드라마로 변신했다. 1~7회는 일요일, 8~20회는 월요일, 전회가 주 1회 방송된 것이다. 후속 《비련초》부터 SBS 월화 드라마로 방송되었다.

## 기획 의도
연상의 여인 지우와 미소년 송주의 순수한 사랑을 그린 드라마

## 등장 인물
- 황신혜 : 한지우 역
- 손지창 : 차송주 역
- 박근형 : 조자경 역
- 박지영 : 임문영 역
- 나한일 : 임문일 역(문영의 오빠)
- 정욱 : 한태호 역(지우 아버지)
- 김용림 : 김 여사 역(지우 어머니)
- 이묵원 : 송주 아버지 역
- 서우림 : 송주 어머니 역
- 전양자 : 조자경 누나 역
- 박규채 : 조자경 매형 역
- 이상미 : 차송희 역(송주의 누나)
- 팽현숙 : 김진경 역
- 오형준 : 최영우 역
- 오아랑
- 옥승일
- 이일화
- 윤철형
- 신충식 : 장영수 역
- 노영국
- 서갑숙
- 성동일
- 김유철
- 심우창
- 이성용
- 장서희
- 박은수 : 박근익 역
- 최준용
- 정한헌
- 이경희
- 강민경 : 조희정 역(자경의 딸)
- 정사용
- 김선도
- 서준영
- 양형욱
- 이상훈
- 한봉구
- 이시은
- 사리아나 유리올라 (특별출연)
- 이영자
- 이상철
- 황일청
- 여운국
- 조성숙
- 한상희
- 임민우
- 김유철
- 김보라나
- 유연수
- 송송이
- 민경조
- 김은경
- 최상근
- 김영
- 이승형
- 김미란
- 이규복

## ost
- 서랍속의 묵은 장미 향기 (손지창)

## 참고 사항
- 참신한 영상으로 호평을 받았지만 비정상적인 애정 묘사로 비판을 받았다.[3]
- 개그우먼 팽현숙(김진경 역)이 해당 작품을 통해 탤런트 데뷔를 했다.[4]
- 성추행-폭력-누드사진 촬영-낙태수술 장면 등으로[5] 두 번 주의 조치를 받았음에도 노상에서 총격전을 벌이는 장면을 방송하는 등[6] 지나치게 폭력적인 장면을 계속 내보내 경고 2회 뿐 아니라 사과명령 조치를 받았고 이로 인해 뒷날 SBS 화제작으로 재방영될 당시 문제장면들을 손본 후[7] 내보냈다.